# Dombey (Virginia Occidental)
Dombey era un área no incorporada del condado de Wood (Virginia Occidental), Estados Unidos. Está registrada en el Servicio Geológico de Estados Unidos con fecha de entrada del 1 de junio de 1995.
El número de identificación asignado por el Sistema de Información de Nombres Geográficos es 1560375.

## Geografía
Se encontraba a una altitud de 235 m s. n. m. (771 pies), según el Servicio Geológico.